# Герб Любківців
Герб Любківців — офіційний символ села Любківці, Коломийського району Івано-Франківської області, затверджений 27 січня 2023 р. рішенням сесії Заболотівської селищної ради.
Автори — А. Гречило та В. Косован.

## Опис герба
У золотому полі червоне вістря; на червоному спрямований вістрям вгору срібний меч із золотим руків’ям, який пробиває зелене яблуко з листочком, на золотих полях обабіч — по червоному серцю.

## Значення символів
Геральдичне вістря ділить щит у формі літери «Л», що разом із серцями вказує на назву села. Меч є атрибутом Архангела Махаїла і вказує на давню місцеву церкву з його посвятою. Також меч з пробитим яблуком є елементом герба родини Гербуртів, які володіли Любківцями у ХVI ст. та сприяли розвитку поселення.